# Louis Rowe
Louis Rowe (* 26. Dezember 1972 im Leake County) ist ein US-amerikanischer Basketballtrainer und ehemaliger -spieler.

## Werdegang
Rowe spielte an der University of Florida (1990 bis 1992), wechselte hernach an die James Madison University nach Virginia, für deren Mannschaft er nach einem Jahr Pause (aufgrund der Wechselbestimmungen) von 1993 bis 1995 auflief. Der zweite Meter große Flügelspieler erzielte in der Saison 1994/95 21,7 Punkte und 5,7 Rebounds je Begegnung und begann anschließend eine Laufbahn als Berufsbasketballspieler.
Sein erster Halt in Europa wurde New Wave Göteborg (Schweden) im Spieljahr 1995/96. Er gewann mit den Göteborgern die Meisterschaft. Anschließend wechselte Rowe in die deutsche Basketball-Bundesliga zum SSV Ulm. Dort war sein Landsmann Charles Barton als Trainer verpflichtet worden, der zuvor ebenfalls in Schweden gearbeitet hatte. Rowe wurde mit Ulm Bundesliga-Neunter. Rowe erzielte im Saisonverlauf in 26 Bundesliga-Einsätzen durchschnittlich 15,2 Punkte.
Rowe zog es nach Belgien: 1997/98 stand er in Diensten von Verviers-Pepinster, wo er teils überragende Leistungen ablieferte. Zwischen 1998 und 2000 war er im selben Land Spieler von WATCO Antwerpen, wurde mit der Mannschaft 2000 belgischer Meister. 2000/01 verstärkte er Athlon Ieper sowie 2001/02 Spirou Charleroi (beide ebenfalls in Belgien). Mit Charleroi trat er auch in der EuroLeague an und erzielte dort 13,6 Punkte/Spiel.
Er setzte seine Laufbahn in der ersten französischen Liga fort, kam 2002/03 für Chorale Roanne Basket auf 13,3 Punkte je Einsatz. 2004/05 spielte er für die Mannschaft Ionikos NF Amaliada in Griechenland. Danach wechselte er nach Israel.
Rowe begann seine Trainerlaufbahn in Florida. Dort betreute er 2005/06 die Mannschaft der Osceola High School in Kissimmee, dann der Dixie Hollis High School in Saint Petersburg. Er wurde 2007 Mitglied des Trainerstabs der James Madison University und war dort bis 2012 Assistenztrainer. 2012/13 war er Assistenztrainer an der Rider University, wechselte 2013 an die Florida International University, hatte dort bis 2015 das Co-Traineramt inne. 2015/16 arbeitete er ebenfalls als Assistenztrainer an der Bowling Green State University.
2016 wurde er Cheftrainer an der James Madison University. Nach dem Ende der Saison 2019/20 endete seine dortige Amtszeit. Unter seiner Leitung erreichte die Mannschaft 43 Siege bei 85 Niederlagen. Im Juli 2021 trat er an der University of South Florida eine Stelle als Assistenztrainer an. Dort war er bis 2023 beschäftigt. Anschließend war Rowe von 2023 bis 2025 Assistenztrainer der Mannschaft der University of Oregon. In der Sommerpause 2025 holte ihn Rob Summers in seinen Stab an der Cleveland State University, Rowe trat dort erneut eine Stelle als Assistenztrainer an.